# Кариево
Кариево (баш. Ҡарый) — село в Краснокамском районе Республики Башкортостан Российской Федерации. Административный центр Кариевского сельсовета. Находится на реке Берёзовка.

## География

### Географическое положение
Расстояние до:
- районного центра (Николо-Берёзовка): 20 км,
- ближайшей ж/д станции (Нефтекамск): 13 км.

## Население
| 2002 | 2009 | 2010 |
| ---- | ---- | ---- |
| 491  | ↗563 | ↘505 |

Национальный состав
Согласно переписи 2002 года, преобладающая национальность — марийцы (91 %).